# Unterseeboot 584
L'Unterseeboot 584 ou U-584 est un sous-marin allemand (U-Boot) de type VIIC utilisé par la Kriegsmarine pendant la Seconde Guerre mondiale.
Le sous-marin fut commandé le 8 janvier 1940 à Hambourg (Blohm & Voss), sa quille fut posée le 1er octobre 1940, il fut lancé le 26 juin 1941 et mis en service le 21 août 1941, sous le commandement du Kapitänleutnant Joachim Deecke.
Il fut coulé par l'aviation américaine au milieu de l'Atlantique, en octobre 1943.

## Conception
Unterseeboot type VII, l'U-584 avait un déplacement de 769 tonnes en surface et 871 tonnes en plongée. Il avait une longueur totale de 67,10 m, un maître-bau de 6,20 m, une hauteur de 9,60 m et un tirant d'eau de 4,74 m. Le sous-marin était propulsé par deux hélices de 1,23 m, deux moteurs diesel Germaniawerft M6V 40/46 de 6 cylindres en ligne de 1 400 cv à 470 tr/min, produisant un total de 2 060 à 2 350 kW en surface et de deux moteurs électriques BBC GG UB 720/8 de 375 cv à 295 tr/min, produisant un total 550 kW, en plongée. Le sous-marin avait une vitesse en surface de 17,7 nœuds (32,8 km/h) et une vitesse de 7,6 nœuds (14,1 km/h) en plongée. Immergé, il avait un rayon d'action de 80 milles marins (150 km) à 4 nœuds (7,4 km/h; 4,6 milles par heure) et pouvait atteindre une profondeur de 230 m. En surface son rayon d'action était de 8 500 milles nautiques (soit 15 700 km) à 10 nœuds (19 km/h).
L'U-584 était équipé de cinq tubes lance-torpilles de 53,3 cm (quatre montés à l'avant et un à l'arrière) qui contenait quatorze torpilles. Il était équipé d'un canon de 8,8 cm SK C/35 (220 coups) et d'un canon antiaérien de 20 mm Flak. Il pouvait transporter 26 mines TMA ou 39 mines TMB. Son équipage comprenait 4 officiers et 40 à 56 sous-mariniers.

## Historique
Il reçut sa formation de base au sein de la 5. Unterseebootsflottille jusqu'au 30 novembre 1941 et intégra sa formation de combat dans la 1. Unterseebootsflottille.
Le 10 janvier 1942, l'U-584 rencontra son premier succès, coulant un sous-marin soviétique près des côtes de la Russie, au nord de Poluostrov.
Le 25 mai 1942, le sous-marin quitta Brest pour une opération spéciale dans les eaux nord-américaines. 
Peu après minuit, le 16 juin 1942, l'U-584 prend position au large de la Floride pour l'opération Pastorius. Huit agents ayant vécu aux États-Unis furent debarqués : Herbert Hans Haupt (en), Edward Kerling, Hermann Neubauer et Werner Thiel, Ernst Peter Burger, George John Dasch (en), Heinrich Heinck et Richard Quirin (en). Leur mission était de mener des activités de sabotage contre des installations industrielles et de chemins de fer américains. L'U-202 participa également à l'opération. Mais, celle-ci échoua rapidement : George Dasch révéla tout au F.B.I. à Washington, Burger et deux autres hommes débarqués de l'U-202 furent arrêtés à New York comme Kerling et Thiel le 23 juin 1942. Quatre jours plus tard, Haupt et Neubauer furent arrêtés à Chicago. Dash et Burger furent jugés et emprisonnés. En avril 1948, ils furent renvoyés en Allemagne. Les six autres agents secrets furent exécutés et la société américano-allemande qui aida le groupe fut condamnée à diverses peines d'emprisonnement.

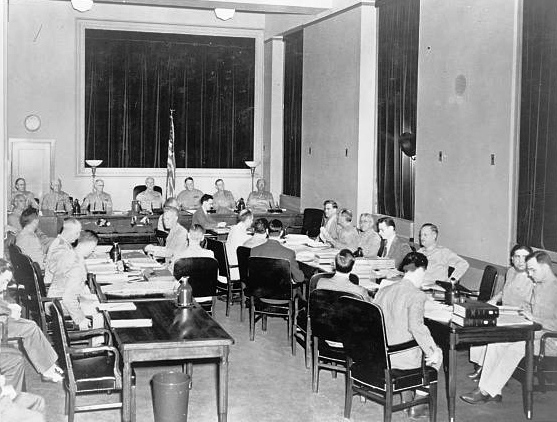
Le procès des saboteurs nazis à Washington D.C, en juillet 1942.

Après le débarquement des agents secrets, l'U-584 opéra près de New York et près d'Hatteras mais ne rencontra aucun succès. Début juillet 1942, le sous-marin fut ravitaillé par l'U-460, à l'ouest des Açores.
Tôt le 11 septembre 1942, l'U-584 torpilla et coula un pétrolier britannique, déjà endommagé par deux torpilles tirées par l'U-659 la veille. Dans la soirée, il coula un cargo à moteur norvégien de 4 884 tonnes. Les deux navires faisaient partie du convoi ON 127.
Dans l'après-midi du 5 mai 1943, l'U-584 attaqua un cargo à vapeur américain, traînard du convoi ONS 5.
L'U-584 fut coulé le 31 octobre 1943 dans l'Atlantique Nord à la position 49° 14′ N, 31° 55′ O, par des torpilles Fido d'un Grumman TBF Avenger T-7 et d'un autre Avenger du VC-9 Sqn du porte-avions d'escorte USS Card.
Les 53 membres d'équipage sont morts dans cette attaque.

## Affectations
- 5. Unterseebootsflottille du 21 août 1941 au 30 novembre 1941 (Période de formation).
- 1. Unterseebootsflottille du 1er décembre 1941 au 31 octobre 1943 (Unité combattante).

## Commandement
- Kapitänleutnant Joachim Deecke du 21 août 1941 au 20 décembre 1942 (Croix allemande).
- Oberleutnant zur See Kurt Nölke du 20 décembre 1942 au 11 février 1943 (suppléant).
- Kapitänleutnant Joachim Deecke du 12 février 1943 au 31 octobre 1943.

## Patrouilles
|       | Commandant            | Départ           | Départ      | Arrivée          | Arrivée     | Jours     | Succès   |
| ----- | --------------------- | ---------------- | ----------- | ---------------- | ----------- | --------- | -------- |
| 1     | Kptlt. Joachim Deecke | 27 novembre 1941 | Kiel        | 20 décembre 1941 | Neidenfjord | 24 jours  |          |
| 2     | Kptlt. Joachim Deecke | 25 décembre 1941 | Neidenfjord | 11 janvier 1942  | Kirkenes    | 18 jours  | 206      |
| 3     | Kptlt. Joachim Deecke | 23 janvier 1942  | Kirkenes    | 20 février 1942  | Kirkenes    | 29 jours  |          |
| 4     | Kptlt. Joachim Deecke | 28 février 1942  | Kirkenes    | 14 mars 1942     | Hambourg    | 15 jours  |          |
|       | Kptlt. Joachim Deecke | 29 avril 1942    | Hambourg    | 30 avril 1942    | Kiel        | 2 jours   |          |
| 5     | Kptlt. Joachim Deecke | 5 mai 1942       | Kiel        | 16 mai 1942      | Brest       | 12 jours  |          |
| 6     | Kptlt. Joachim Deecke | 25 mai 1942      | Brest       | 22 juillet 1942  | Brest       | 59 jours  |          |
| 7     | Kptlt. Joachim Deecke | 24 août 1942     | Brest       | 10 octobre 1942  | Brest       | 48 jours  | 12 913   |
| 8     | Oblt. Kurt Nölke      | 30 décembre 1942 | Brest       | 11 février 1943  | Brest       | 44 jours  |          |
| 9     | Kptlt. Joachim Deecke | 23 mars 1943     | Brest       | 24 mai 1943      | Brest       | 63 jours  | 5 565    |
| 10    | Kptlt. Joachim Deecke | 2 septembre 1943 | Brest       | 31 octobre 1943  | Coulé       | 60 jours  |          |
| Total | Total                 | Total            | Total       | Total            | Total       | 374 jours | 18 684 t |

Note : Kptlt. = Kapitänleutnant - Oblt. = Oberleutnant zur See

### Opérations Wolfpack
L'U-584 opéra avec les Wolfpacks (meute de loups) durant sa carrière opérationnelle.
- Ulan (25 décembre 1941 – 10 janvier 1942)
- Stier (29 août – 2 septembre 1942)
- Vorwärts (2-26 septembre 1942)
- Luchs (27-29 septembre 1942)
- Letzte Ritter (29 septembre – 1er octobre 1942)
- Falke (4-19 janvier 1943)
- Lansquenet (19-28 janvier 1943)
- Hartherz (3-7 février 1943)
- Löwenherz (1-10 avril 1943)
- Lerche (10-15 avril 1943)
- Specht (21 avril – 4 mai 1943)
- Fink (4-6 mai 1943)
- Elbe (7-10 mai 1943)
- Elbe 1 (10-14 mai 1943)
- Leuthen (15-24 septembre 1943)
- Rossbach (24 septembre - 6 octobre 1943)

## Navires coulés
L'U-584 coula 3 navires marchands totalisant 18 478 tonneaux et 1 navire de guerre de 206 tonneaux au cours des 10 patrouilles (374 jours en mer) qu'il effectua.
| Date              | Nom          | Nationalité       | Tonnage | Fait  | Localisation         |
| ----------------- | ------------ | ----------------- | ------- | ----- | -------------------- |
| 10 janvier 1942   | M-175        | Marine soviétique | 206     | Coulé | 70° 09′ N, 32° 50′ E |
| 11 septembre 1942 | Empire Oil   | Royaume-Uni       | 8 029   | Coulé | 51° 23′ N, 28° 13′ O |
| 11 septembre 1942 | Hindanger    | Norvège           | 4 884   | Coulé | 49° 32′ N, 32° 21′ O |
| 5 mai 1943        | West Madaket | USA               | 5 565   | Coulé | 54° 47′ N, 44° 12′ O |